# 朗贝斯克
朗贝斯克（法語：Lambesc，法語發音：[lɑ̃bɛsk]）是法国罗讷河口省的一个市镇，属于普罗旺斯地区艾克斯区。

## 地理
朗贝斯克（43°39'14"N, 5°15'43"E）面积65.34 平方千米，位于法国普罗旺斯-阿尔卑斯-蓝色海岸大区罗讷河口省，该省份为法国东南部沿海省份，北起沃克吕兹省，西接加尔省，南濒地中海，东临瓦尔省。
与朗贝斯克接壤的市镇（或旧市镇、城区）包括：欧龙、拉巴邦、沙勒瓦勒、佩利萨讷、罗涅、拉罗克当泰龙、圣卡纳、韦尔内格。

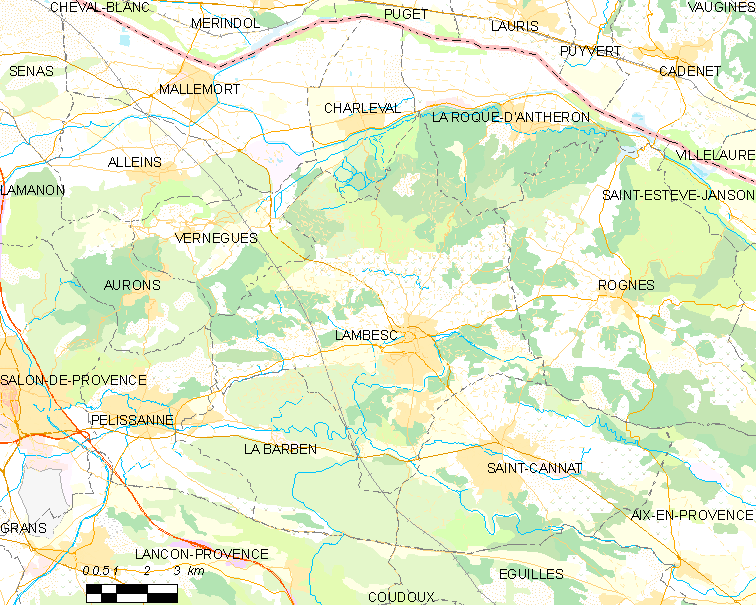
朗贝斯克的OSM定位图

朗贝斯克的时区为UTC+01:00、UTC+02:00（夏令时）。

## 行政
朗贝斯克的邮政编码为13410，INSEE市镇编码为13050。

## 政治
朗贝斯克所属的省级选区为佩利萨讷县。

## 人口

1962-2008年间朗贝斯克人口变化图示

朗贝斯克于2022年1月1日时的人口数量为9951人。